# Calonico
Calonico est une localité et une ancienne commune suisse du canton du Tessin, située dans le district de Léventine

## Histoire

Photo aérienne (1954)

Victime de l'émigration de la région, Calonico est devenue, au cours du XXe siècle, une des communes les moins peuplées de la Léventine jusqu'à ne compter, le 31 décembre 2005, que 57 habitants au moment où elle fusionne avec la commune de Faido. Cette fusion avait été acceptée en mars 2004 en votation populaire.

## Bâtiments
Surplombant le village, l'église Saint-Martin est mentionnée depuis 1300. Le bâtiment actuel a été cependant rénové à plusieurs reprises et seul son clocher est encore d'origine.

## Sources
- Mario Fransioli, « Calonico » dans le Dictionnaire historique de la Suisse en ligne, version du 4 novembre 2004.

- (de) Cet article est partiellement ou en totalité issu de l’article de Wikipédia en allemand intitulé « Calonico » (voir la liste des auteurs).